# Jean-Antoine Injalbert

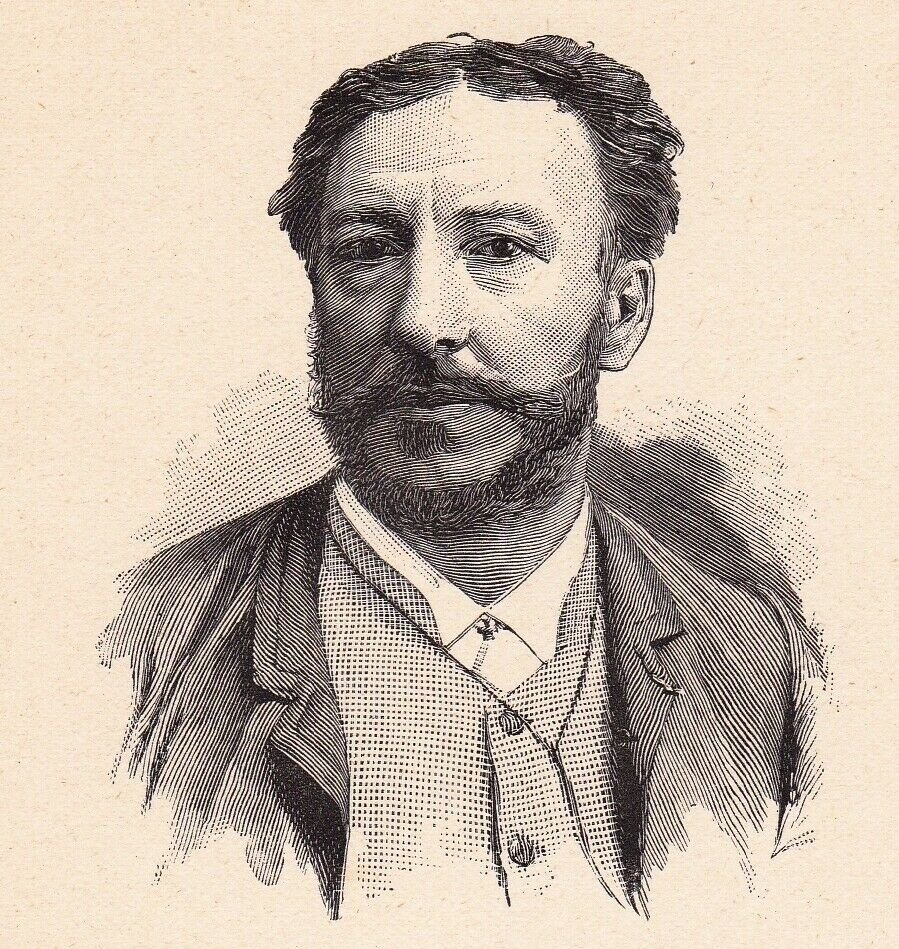
Jean-Antoine Injalbert

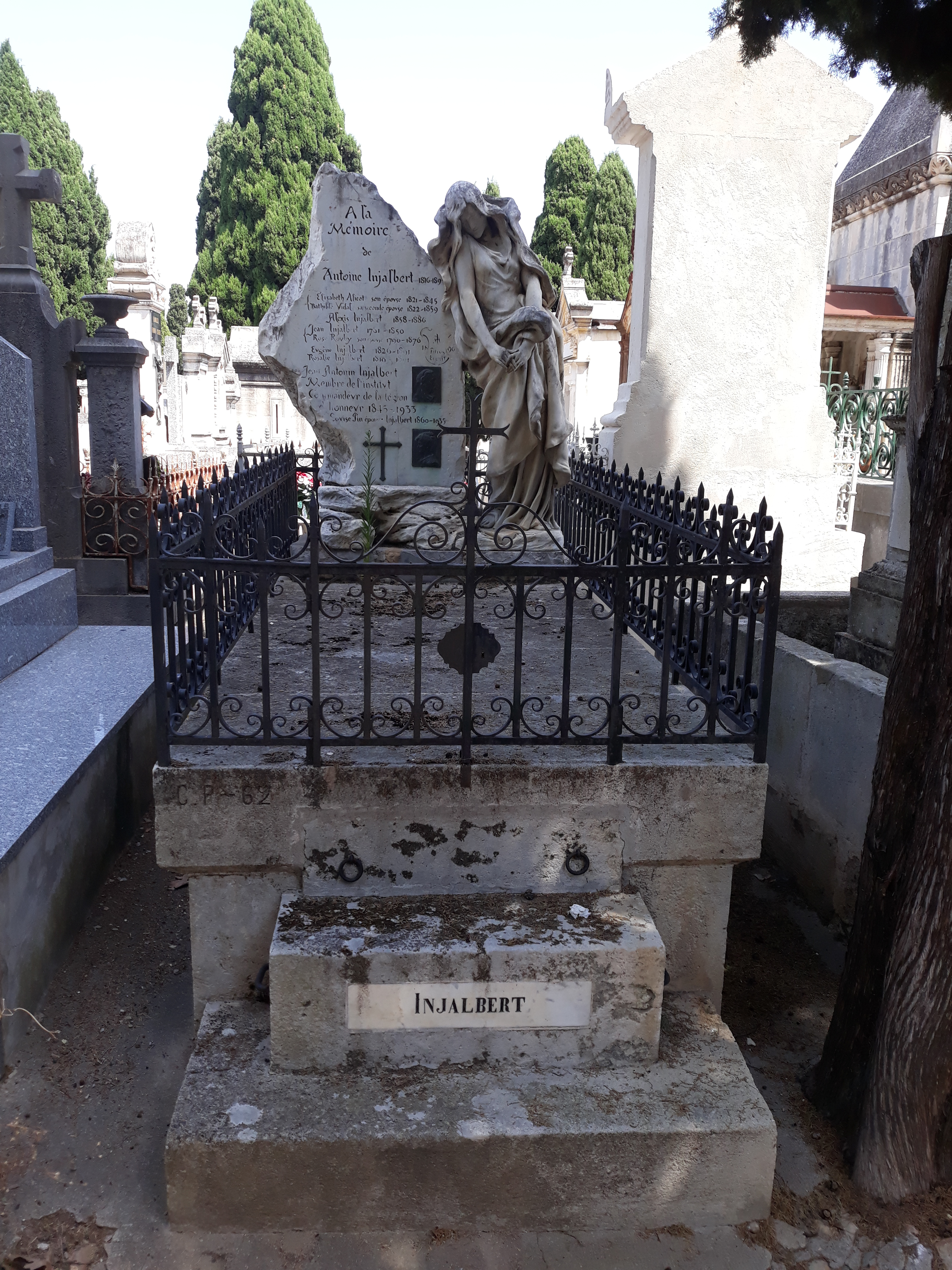
Grab von Jean-Antoine Injalbert und seiner Ehefrau Louise Pin, Cimetière Vieux in Béziers

Jean-Antoine Injalbert (* 23. Februar 1845 in Béziers, Frankreich; † 20. Januar 1933 in Paris, Frankreich) war ein französischer Bildhauer.

## Leben
Jean-Antoine Injalbert war der Sohn eines Steinmetzen. Er war Schüler des Bildhauers Augustin-Alexandre Dumont. 1874 gewann er den Prix de Rome für seine Arbeit La Douleur d’Orphée. Sein Werk Le Christ zeigte er auf der Weltausstellung Paris 1878. Auf der Weltausstellung Paris 1889 gewann er den Grand Prix; im Jahr 1900 wurde er Mitglied der Jury. 1896, am Tag der Einweihung des Pont Mirabeau in Paris, für die Injalbert vier Figuren entworfen hatte, wurde er zum Offizier der Ehrenlegion erhoben. 1905 wurde er Mitglied der Académie des Beaux-Arts und 1910 Kommandeur der Ehrenlegion. Die Académie royale des Sciences, des Lettres et des Beaux-Arts de Belgique nahm ihn 1920 als assoziiertes Mitglied auf.
Ab etwa 1915 lehrte er an der Académie Colarossi, der École des Beaux-Arts und der Académie de la Grande Chaumière in Paris. Unter seinen Studenten befanden sich Künstler wie Antun Augustinčić, František Bílek, Georges Gori, Fernand Guignier, Edward McCartan, Raymond Léon Rivoire, Édouard-Marcel Sandoz, Pierre Traverse und Jean Verschneider.

## Werke (Auswahl)
- Löwen, Statuen am Porte du Peyrou in Montpellier, 1883.
- Vier Statuen an der Opéra Comédie, Montpellier.
- Giebel am Eingang zum Musée Fabre, Place de la Comédie, Montpellier.
- Giebel des Krankenhauses Saint-Eloi, Montpellier.
- Bronze Hippomène, Musée d’Orsay, Paris.
- Büste der Marianne, 1889.
- L’Électricité und Le Commerce, Flachreliefs an der Pont de Bir-Hakeim in Paris, die Elektrizität und den Handel darstellend.
- Crucifixion, Kathedrale von Reims, 1898.
- Bordeaux und Toulouse, allegorische Statuen am Bahnhof von Tours, 1898.
- La Ville Paris entourée de Muses, Tympanon des Petit Palais, Paris, 1900.

Figuren Injalberts an der Pont Mirabeau (1896)
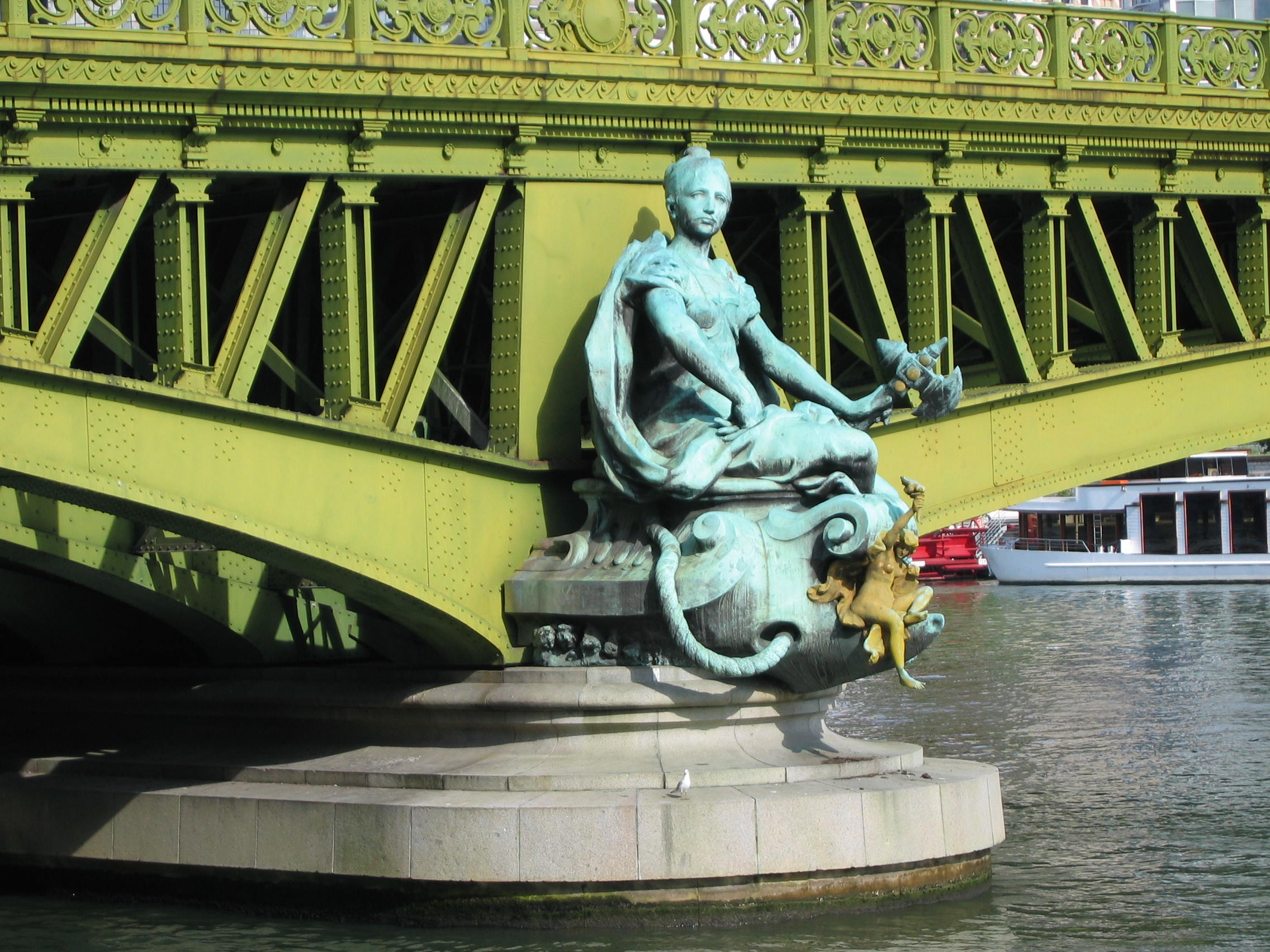
La Ville de Paris
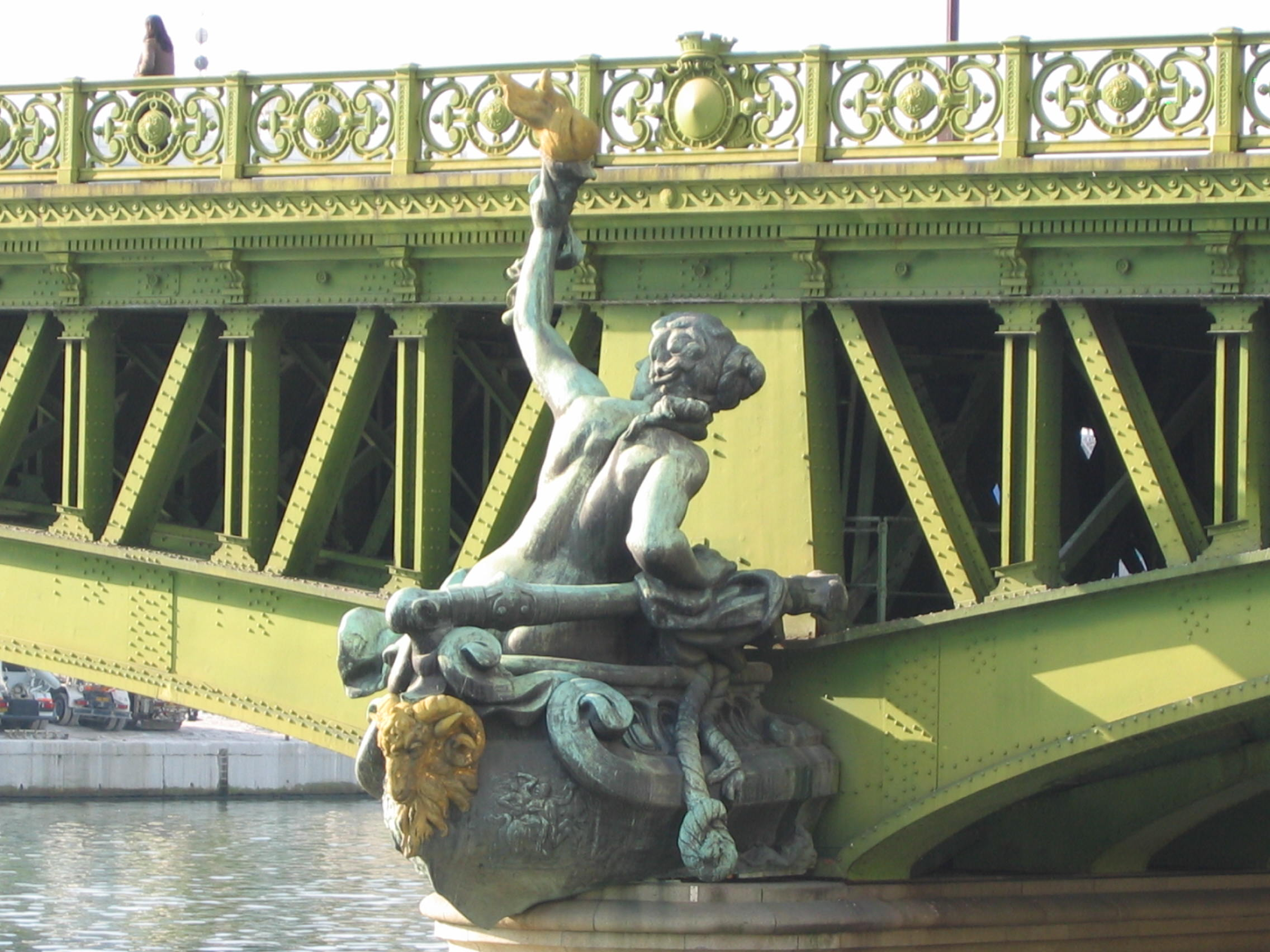
La Navigation
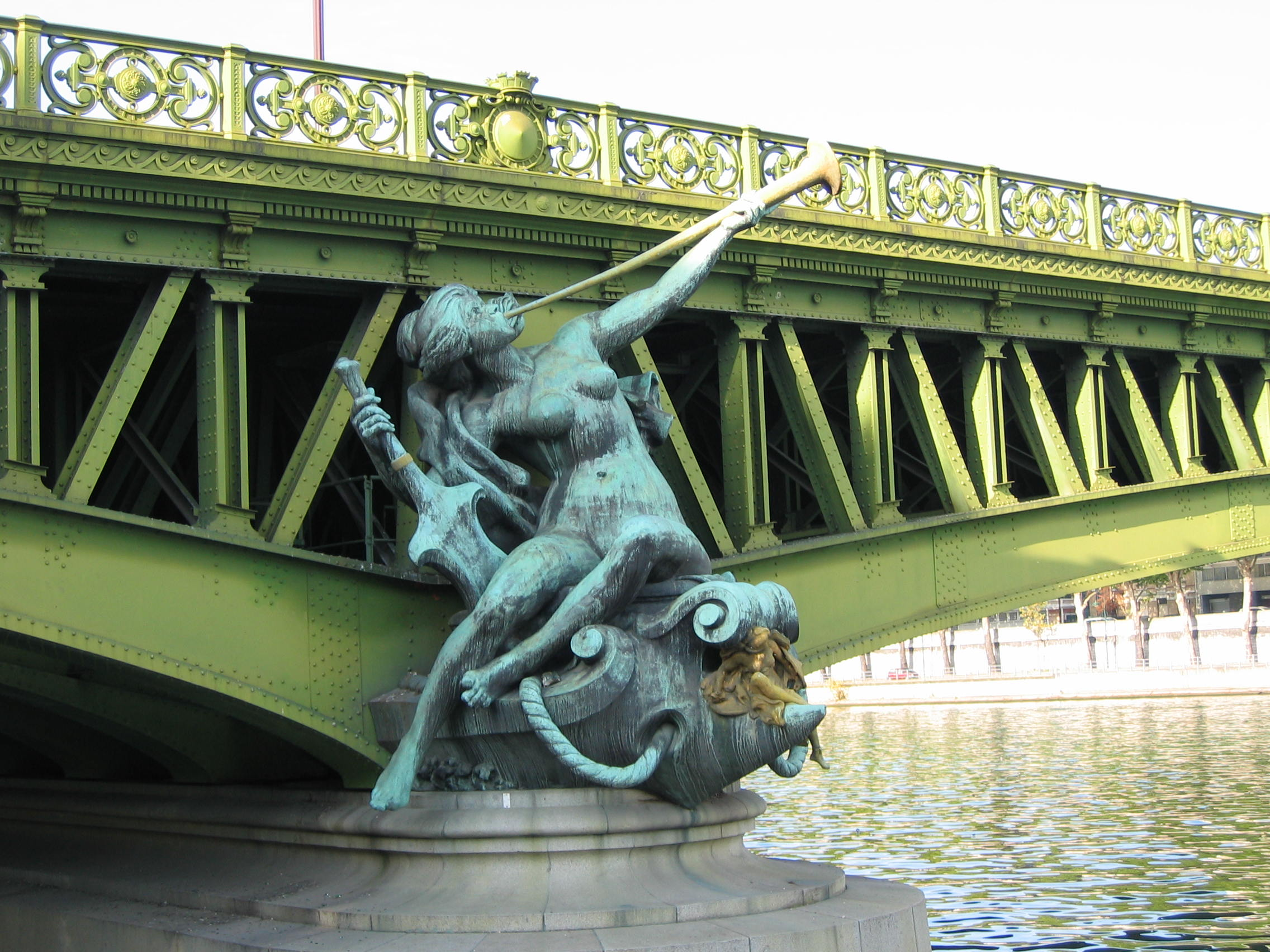
L’Abondance
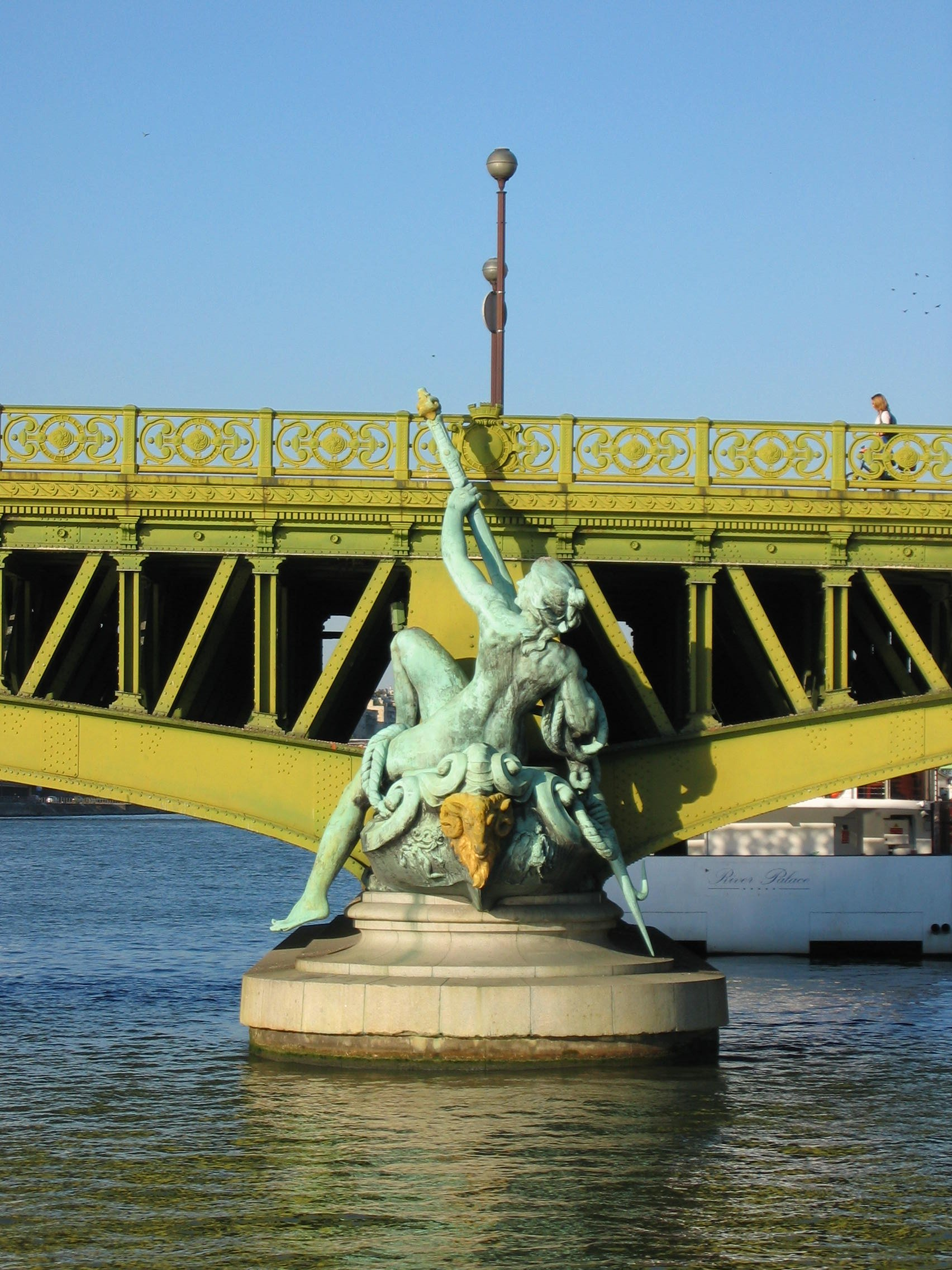
Le Commerce

Beispiele von Arbeiten Injalberts
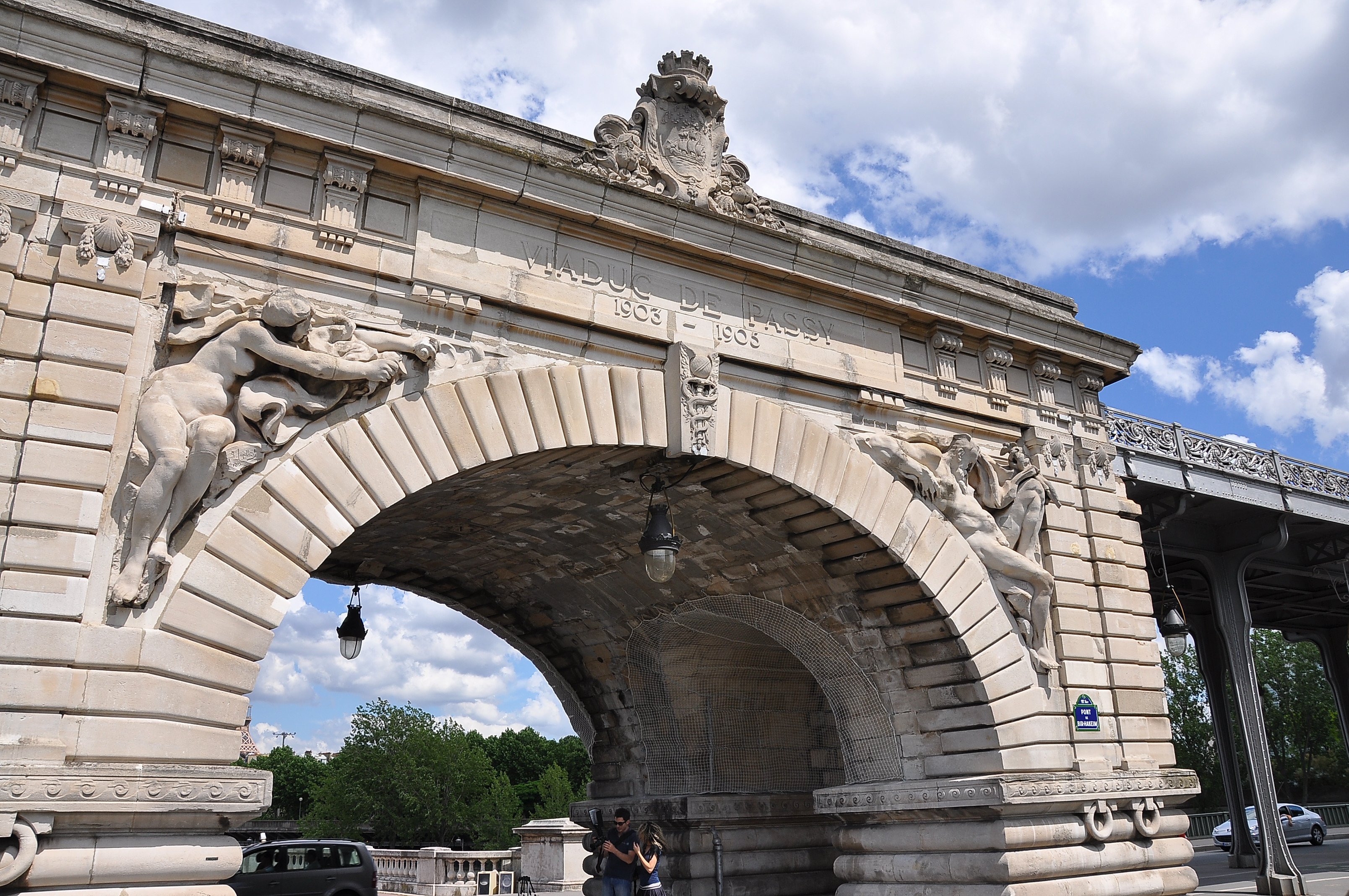
L’Électricité und Le Commerce, Pont de Bir-Hakeim, Paris
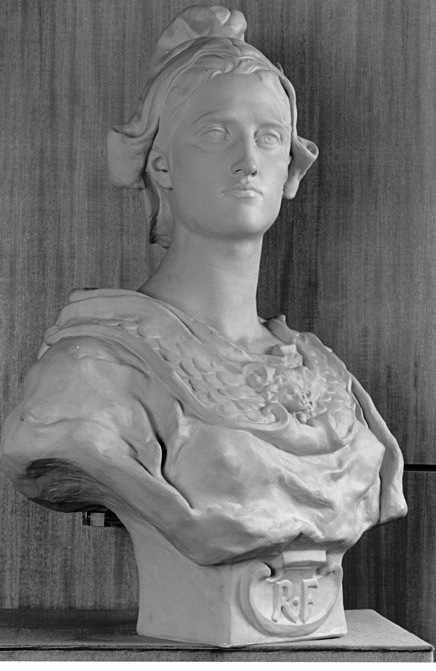
Büste der Marianne, 1889
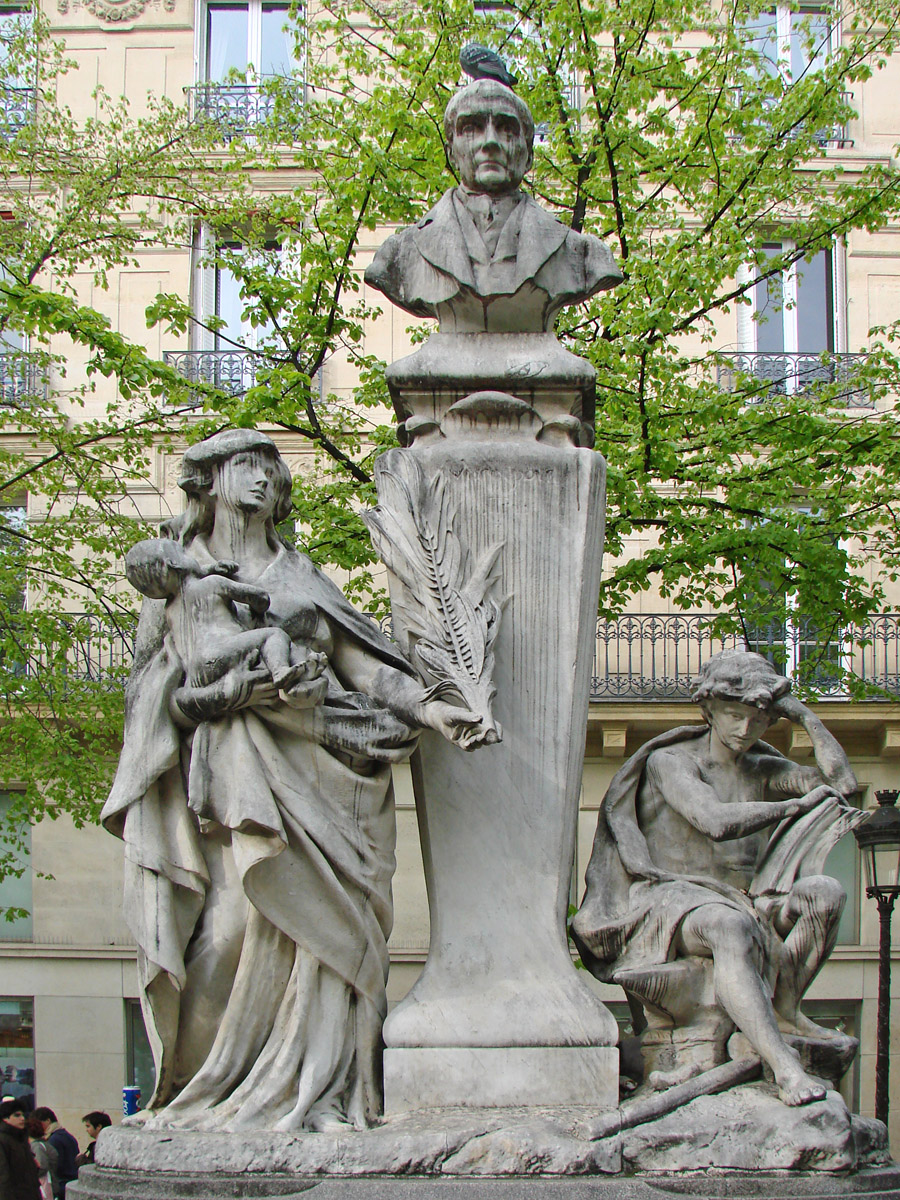
Denkmal für Auguste Comte, Place de la Sorbonne, Paris, 1902
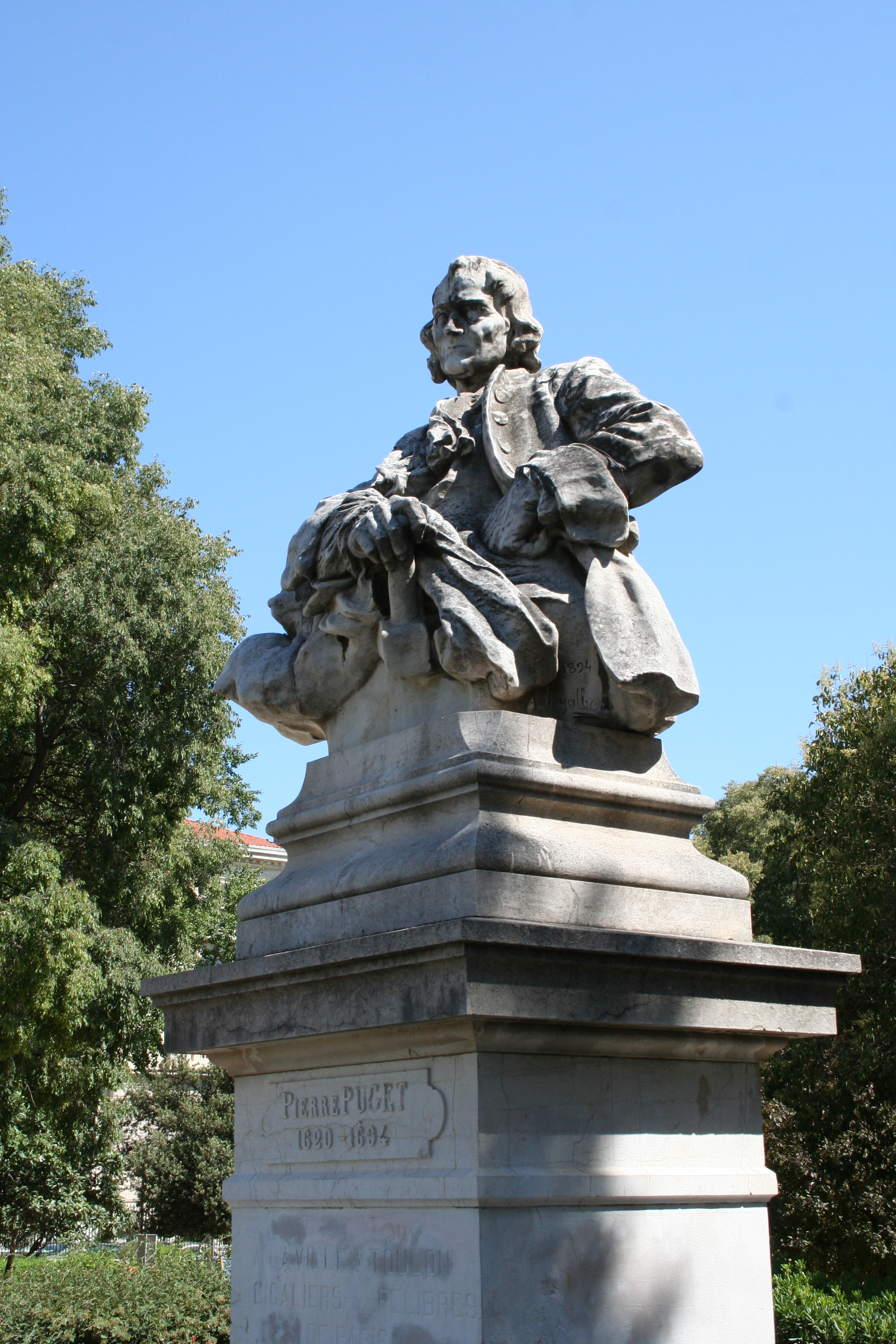
Denkmal für Peter Puget, Jardin Alexander I., Toulon
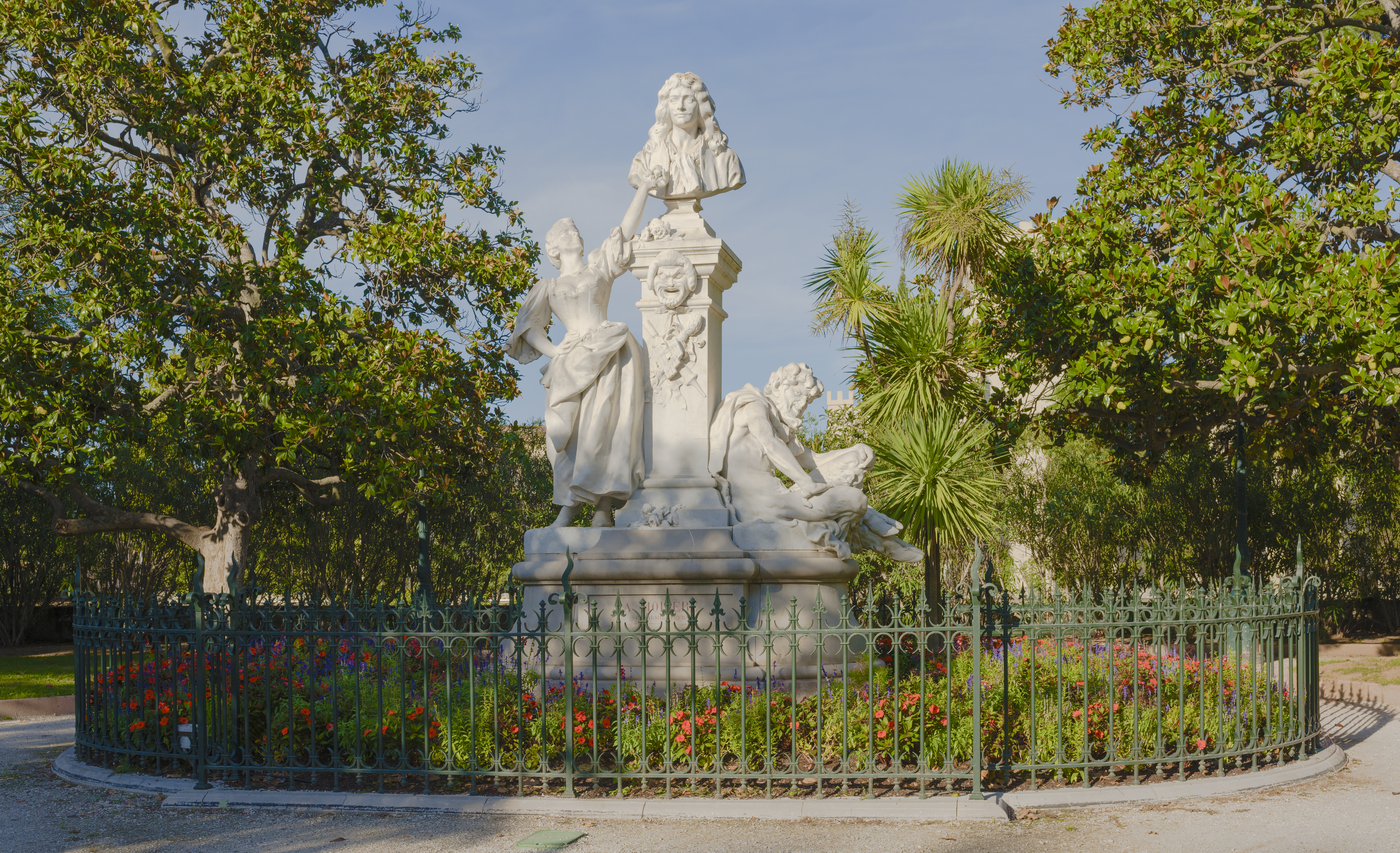
Denkmal für Molière, Pézenas
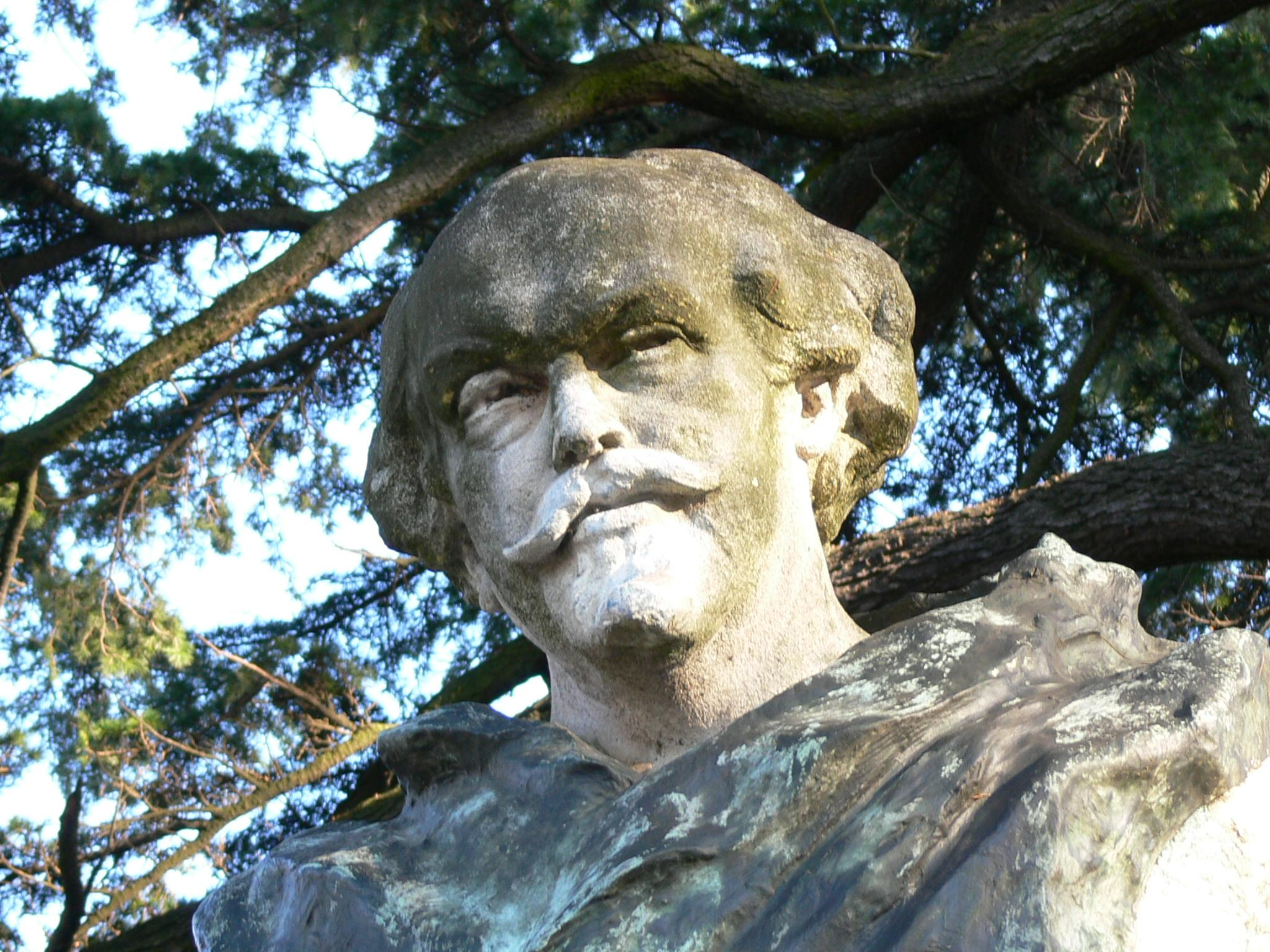
Denkmal für Louis Gallet, Valence